# Gaoyi (ort i Kina)
Gaoyi är en ort i Kina. Den ligger i provinsen Hunan, i den södra delen av landet, omkring 320 kilometer sydväst om provinshuvudstaden Changsha.
Runt Gaoyi är det ganska tätbefolkat, med 120 invånare per kvadratkilometer. Närmaste större samhälle är Hongjiang, 16,8 km norr om Gaoyi. I omgivningarna runt Gaoyi växer i huvudsak blandskog.
Genomsnittlig årsnederbörd är 1 741 millimeter. Den regnigaste månaden är maj, med i genomsnitt 246 mm nederbörd, och den torraste är december, med 65 mm nederbörd.